# Тимковичи
Ти́мковичи (бел. Ці́мкавічы) — агрогородок в Копыльском районе Минской области Беларуси. Административный центр Тимковичского сельсовета.
Является одним из старейших населённых пунктов Копыльского района.

## Географическое положение
Расположен на реке Мажа в 25 км к юго-востоку от Несвижа. С севера от Тимковичей проходит железнодорожная линия Барановичи—Слуцк, в 3,1 км на восток расположена железнодорожная станция Тимковичи (в д. Черногубово).

## История

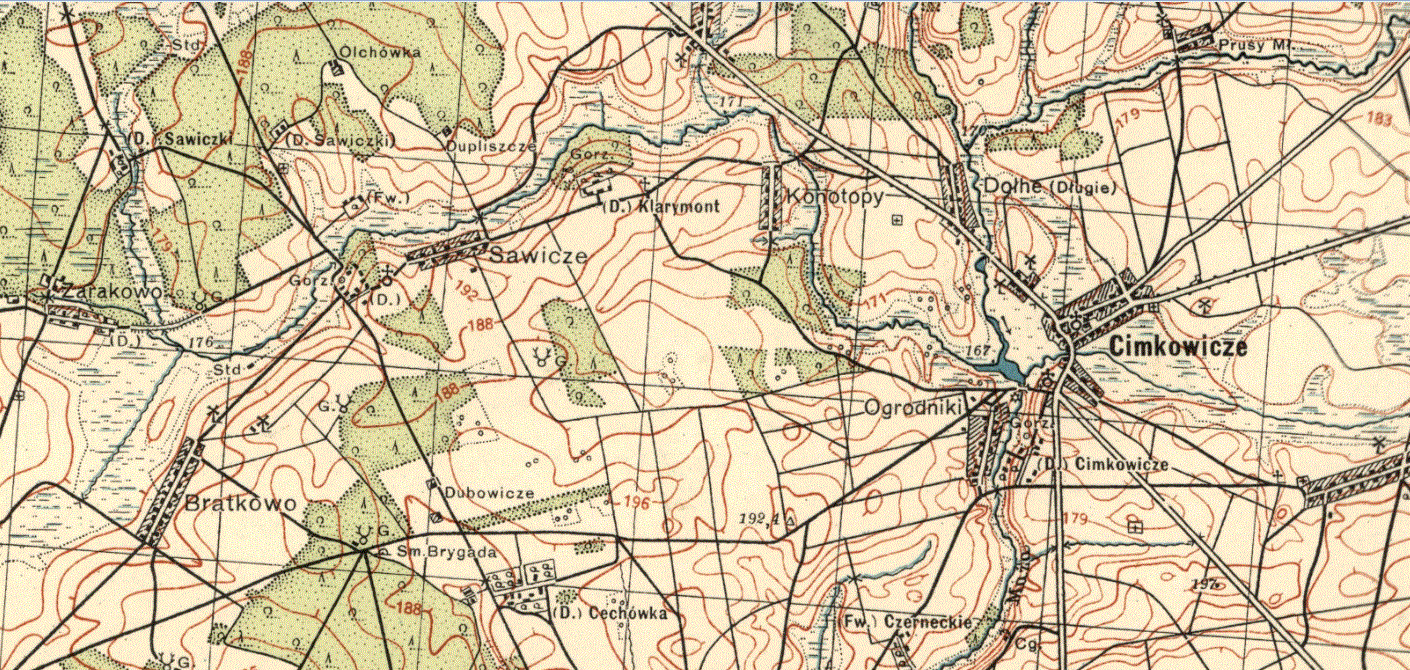
Тимковичи на старой карте

Тимковичи известны с 1499 года. Упоминаются в грамоте князя Александра князю Семену Михайловичу Олельковичу, в которой было указано, что к Копылю присоединили Тимковичи, расположенные на реке Мажа.
В начале XVI века Тимковичи принадлежали Олельковичи, с 1585 — Ходкевичам, в первой половине XVII века — Сапегам, а во второй половине — XVII века Полубинским, с конца XVII по XVIII — Радзивиллам.
В XV—XVI веках Тимковичам был дан статус малого города. В центре города была площадь, на которой размещались торговые ряды и от которой расходились улицы. Всего Тимковичах того времени было четыре квартала и четыре улицы. До сих пор сохранились названия улиц: Копыльская и Слуцкая, Довглянская стала называться Несвижской. Над городком возвышалась униатская церковь Святого Ильи. Рядом с Тимковичами располагалась одноимённая деревня-пригород, которая именовалась Мартинвилем.
В 1502 году крымские татары во главе с Батыя-Преем после нападения на Копыль полностью сожгли Тимковичи. Большинство жителей было угнано в рабство. В 1505 году татары вновь совершили набег.
В сентябре 1655 года, во время войны между Россией и Речью Посполитой 1654—1667 годов, Тимковичи были разграблены и сожжены российскими войсками под предводительством воеводы Трубецкого.
В XVII веке Тимковичи стали междугородским торгово-ремесленным центром. По воскресеньям здесь проходили ярмарки, на которые съезжалась местная шляхта, крестьяне из окрестных деревень, купцы из Беларуси и Литвы.
История местечка Тимковичи XVIII веке хорошо отражена сохранившихся инвентарных описях. Так, согласно инвентаря имения Тимковичи, в 1713 году в имении Тимковичи насчитывалось 188 тяглых крестьянских хозяйств. Инвентарь владения Тимковичи за 1778 г. сообщает, о строительстве новых фольварков в Тимковичском графстве.
В 1918 г. Тимковичи провозглашались частью Белорусской Народной Республики. Во времена польско-советской войны в 1919—1920 гг. местечко было центром гмины в составе Минского округа. Во время Слуцкого вооруженного восстания (1920) через Тимковичи проходила линия обороны Грозовского полка Белорусской Народной Республики. До подавления восстания большевиками местную власть осуществляли силы БНР.
В 1985 г. костёл Святого Михаила Архангела был уничтожен пожаром.
В 2008 году деревня Тимковичи преобразована в агрогородок.

## Население
- 1999 год — 1 329 жителей (перепись населения)
- 2009 год — 1 225 жителей (перепись населения)
- 2018 год — 1 241 жителей
- 2019 год — 1 164 жителей (перепись населения)

## Застройка
С урбанистической наследия Тимковичи до нашего времени исторические названия сохранили улице Копыльская, Несвижская и Слуцкая. Раньше в городке существовали Востраўская и Даўглянская улицы.

## Культура
- Дом культуры
- Библиотека
- Тимковичский народный театр

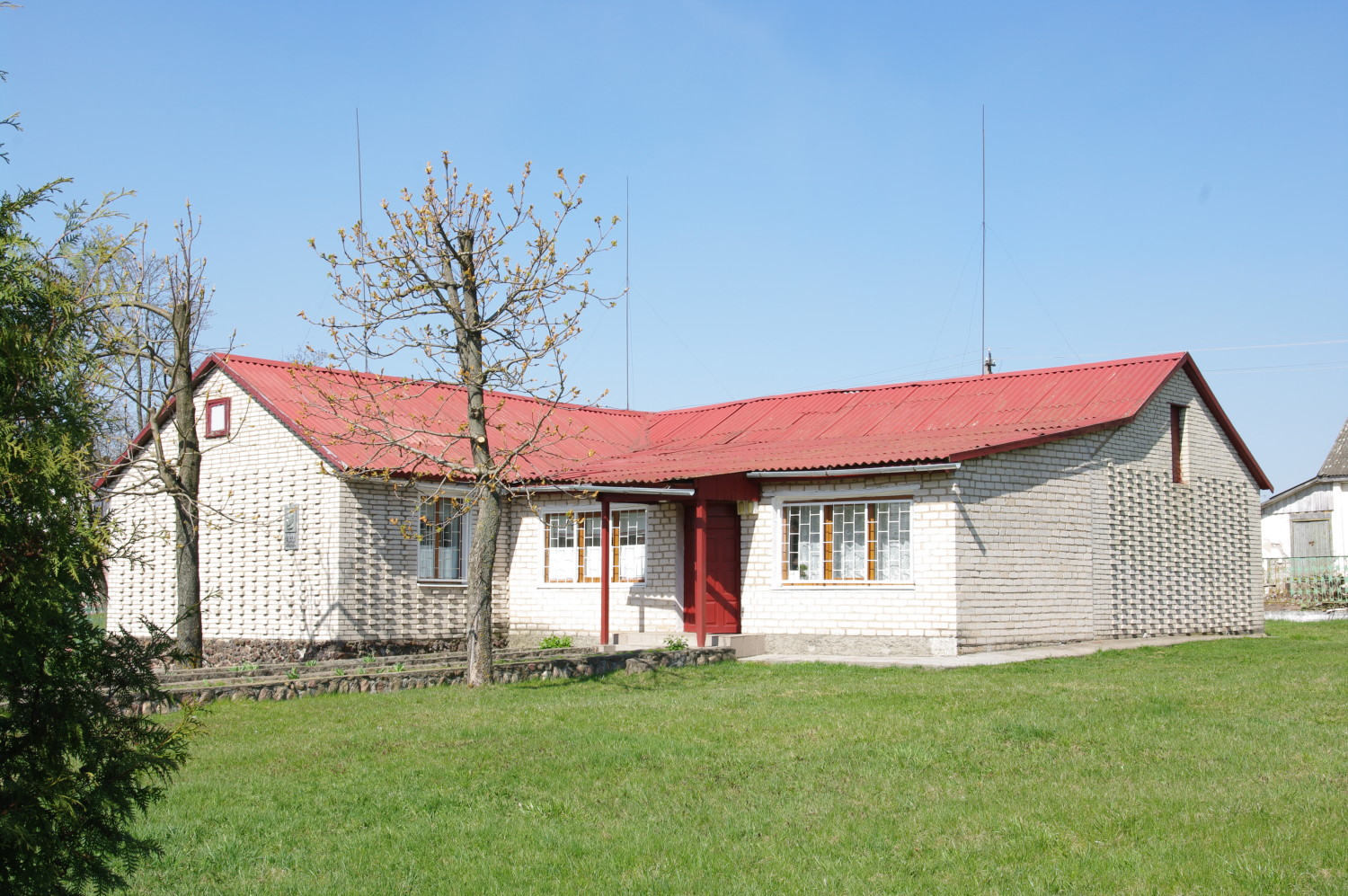
Литературный музей Кузьмы Чорного

- Литературный музей Кузьмы Чорного Литературный музей Кузьмы Чорного — филиал учреждения «Государственный музей истории белорусской литературы»
- Музей воинской славы «Музей 17-га Чырвонасцяжнага Цімкавіцкага пагранічнага атрада» ГУО «Тимковичская средняя школа имени Кузьмы Чорного»

## События и мероприятия
- Литературно-музыкальный праздник "Цімкавіцкія вытокі"[7]
- 2024 год — районный фестиваль "Дожинки"

## Достопримечательности
- Бровар (1901)
- Мемориальная часовня (XIX в.)
- Кладбище еврейское
- Усадьба XIX — начала XX века

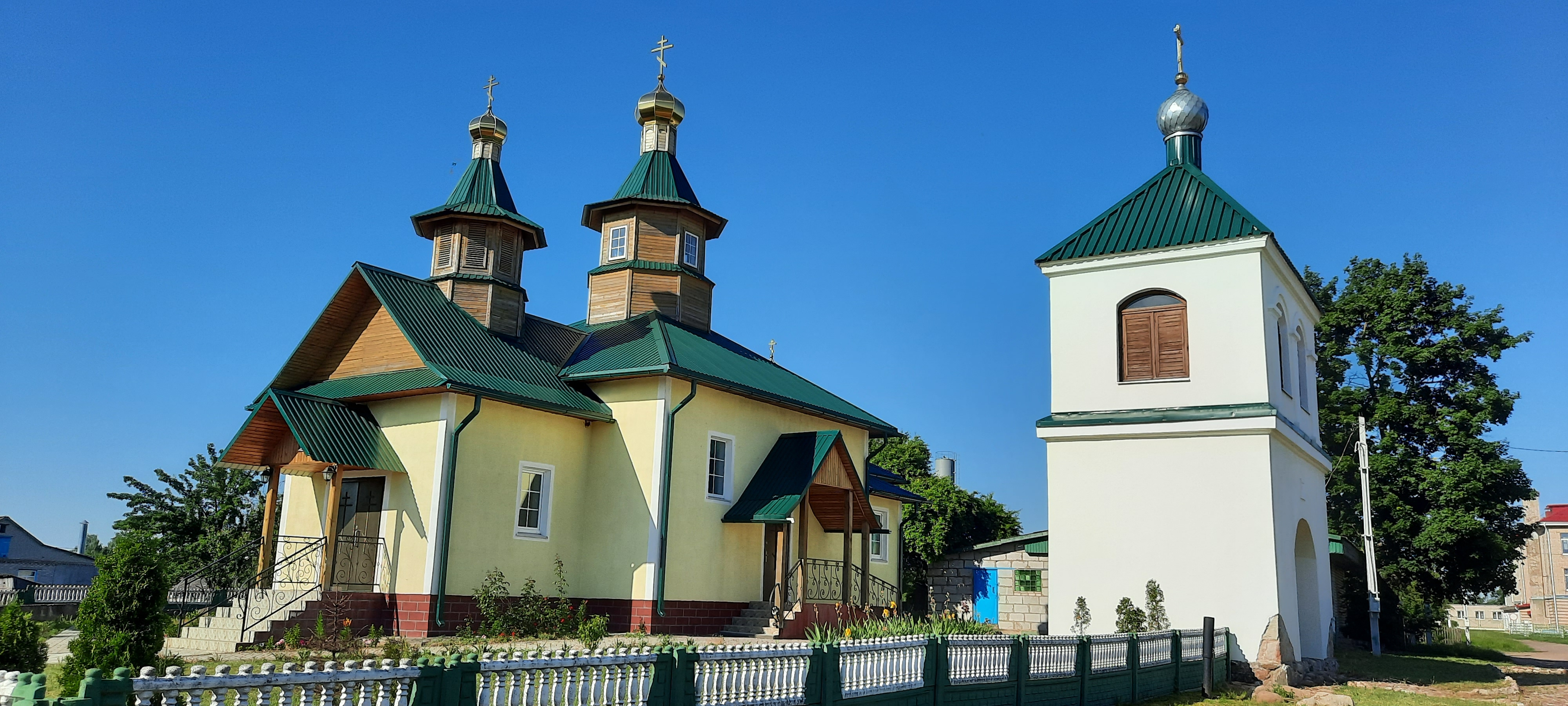

- Фрагменты крипты костёла Святого Михаила
- Церковь Святителя Николая Чудотворца
- Брама
- Колокольня церкви Николая Чудотворца (XIX в.)

Настоятелем данной церкви в 1921—1930 годах был священник Петр Грудинский, бывший член II Государственной думы от Минской губернии, канонизирован Белорусской и Русской православными церквями, священномученик.

### Тимковичский костёл
В 1560 году князья Олельковичи построили в Тимковичах костёл, здание которого в 1647 году расширили и архитектурно украсили Сапеги. В костёле был установлен орган. В 1980-е храм был уничтожен пожаром.

### Памятник, скульптура
- Памятный знак основанию Тимкович (1499 год)
- Памятная доска с надписью "Музей Кузьмы Чорнага" с барельефом К. Чорного на здании музея
- Бюст К. Чорного в музее
- Памятник пограничникам 17-го погранотряда, базировавшимся в Тимковичах и павшим при воссоединении западной Беларуси в 1939 г., и воинам, погибшим при освобождении деревни от немецко-фашистских захватчиков в 1944 г.
- Мемориал в память о погибших во время Великой Отечественной войны

### Памятник природы, заказник
- Памятник природы «Дуб и сосна»

### Утраченное наследие
- Усадебно-парковый комплекс
- Церковь Святого Николая
- Костёл Святого Михаила Архангела

## Галерея

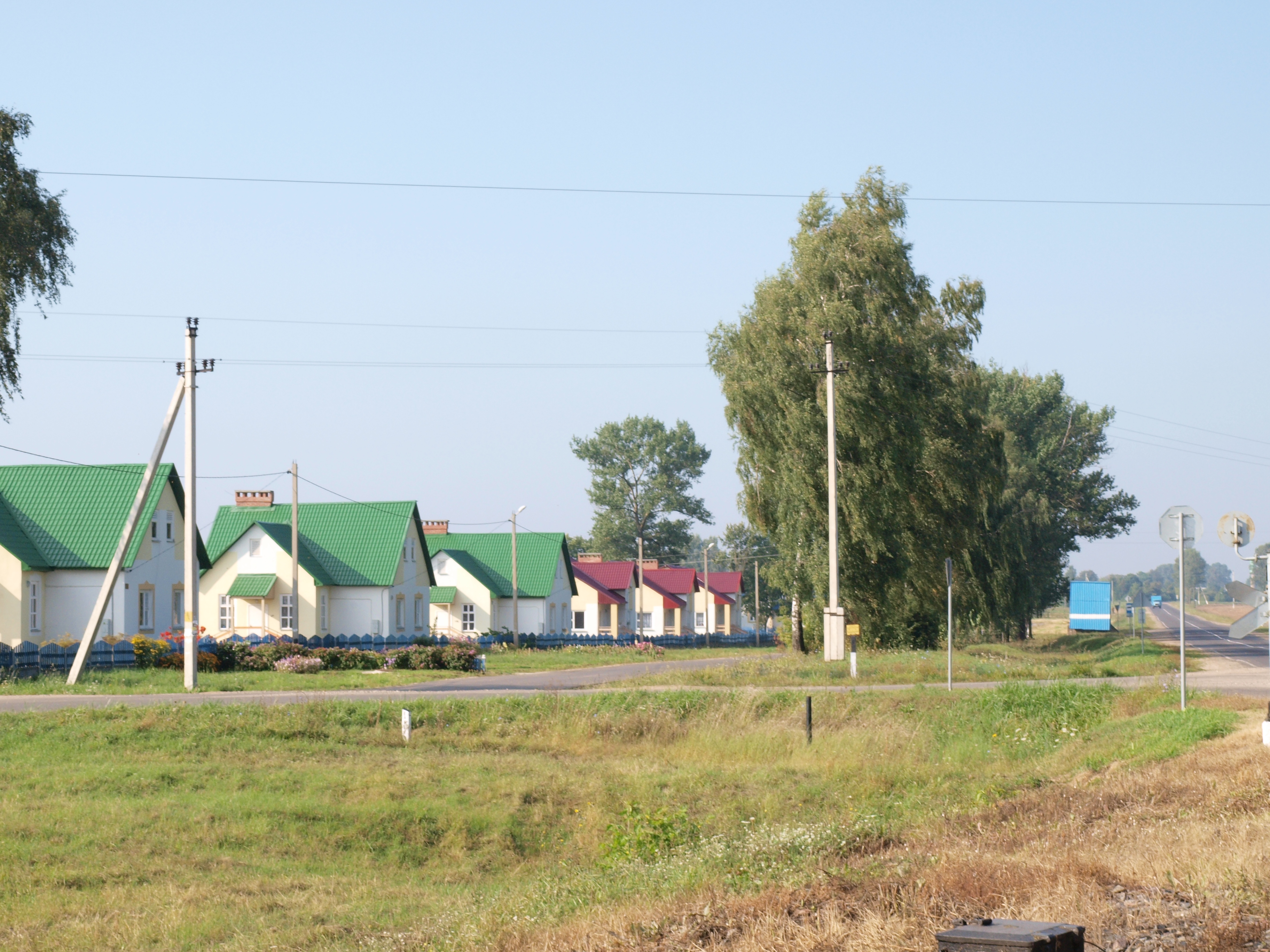
Въезд в Тимковичи со стороны Копыля
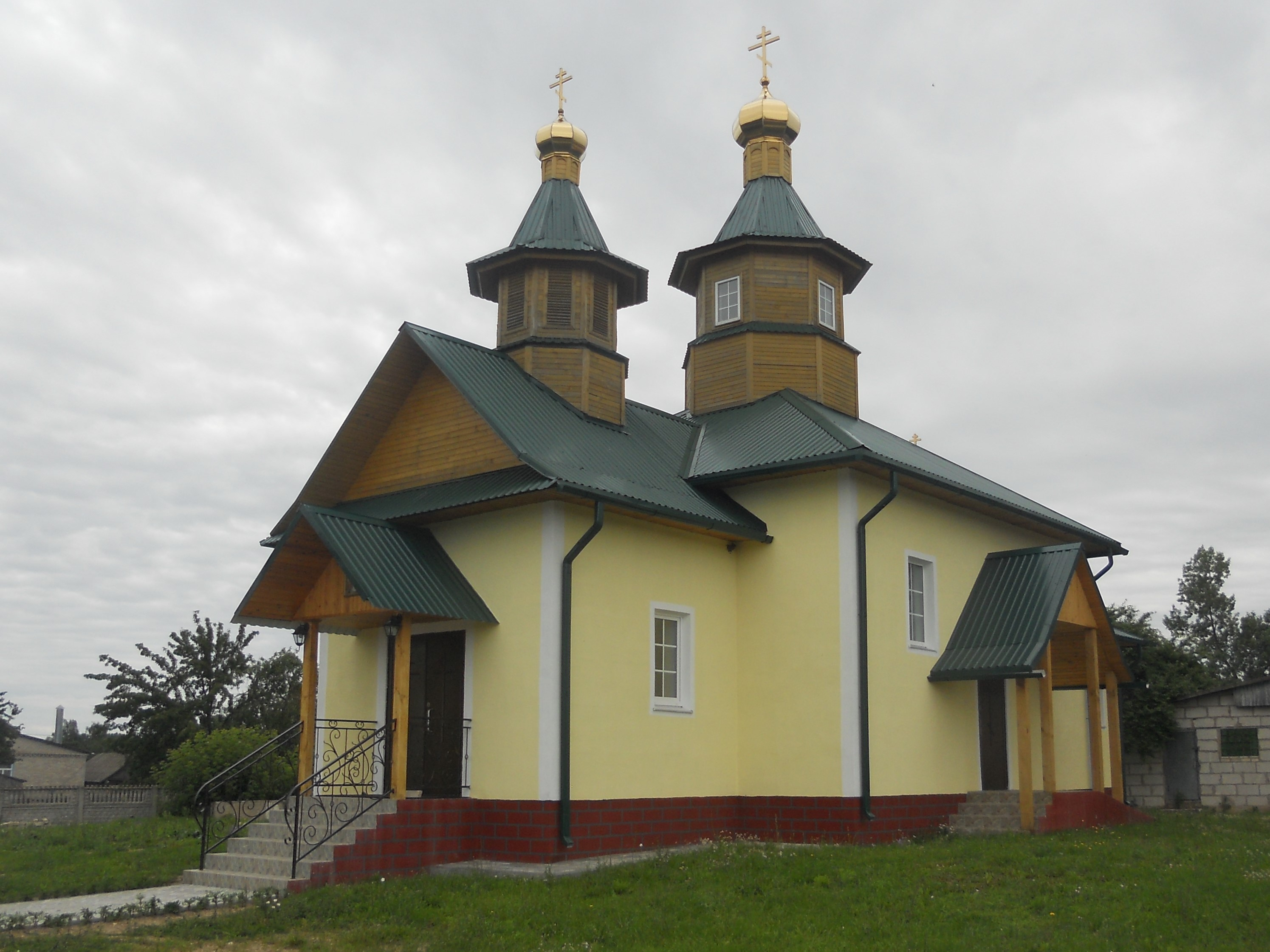
Церковь Святителя Николая Чудотворца
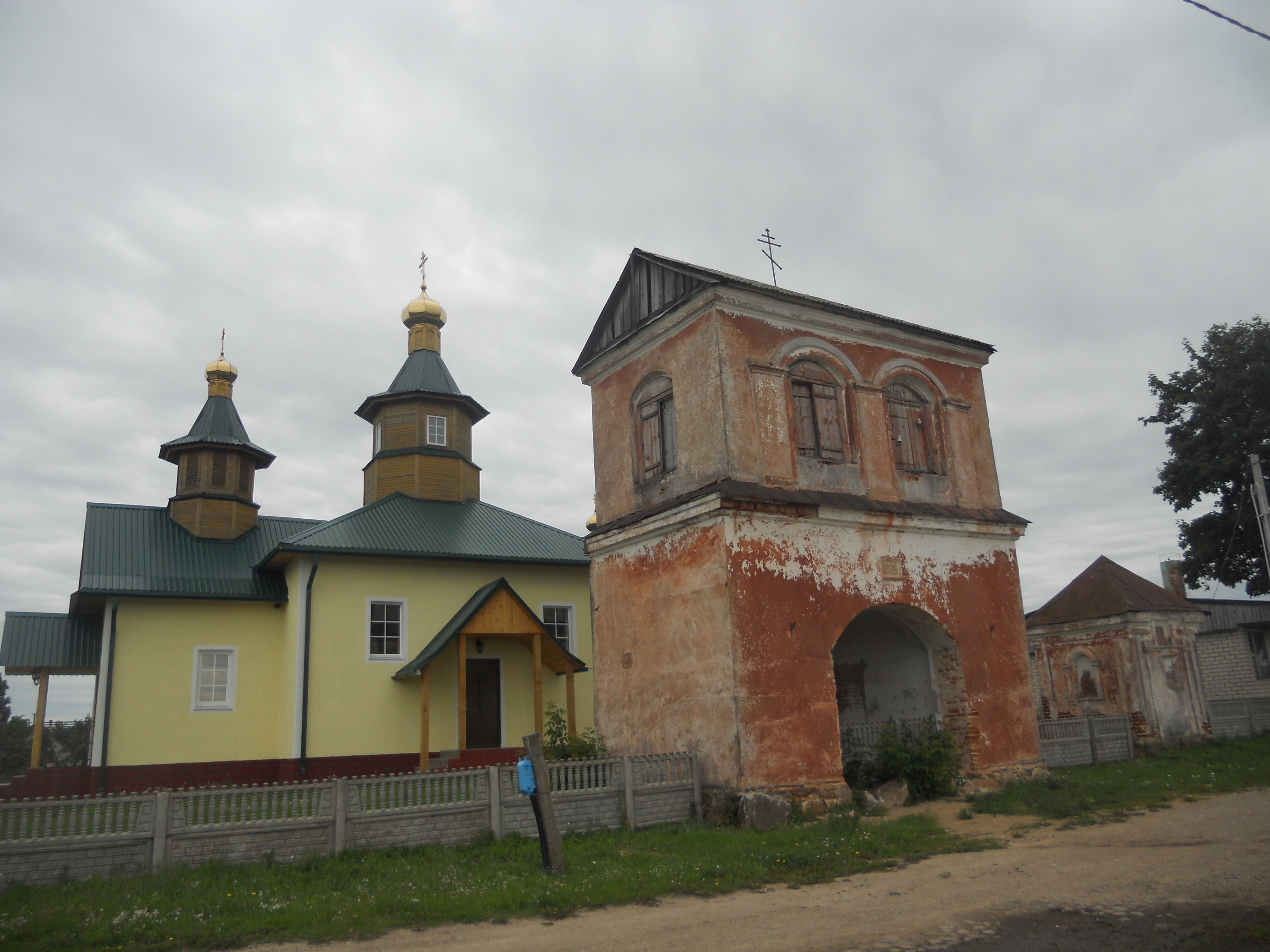
Часовня и надвратная колокольня нового Никольского храма, 2017 год
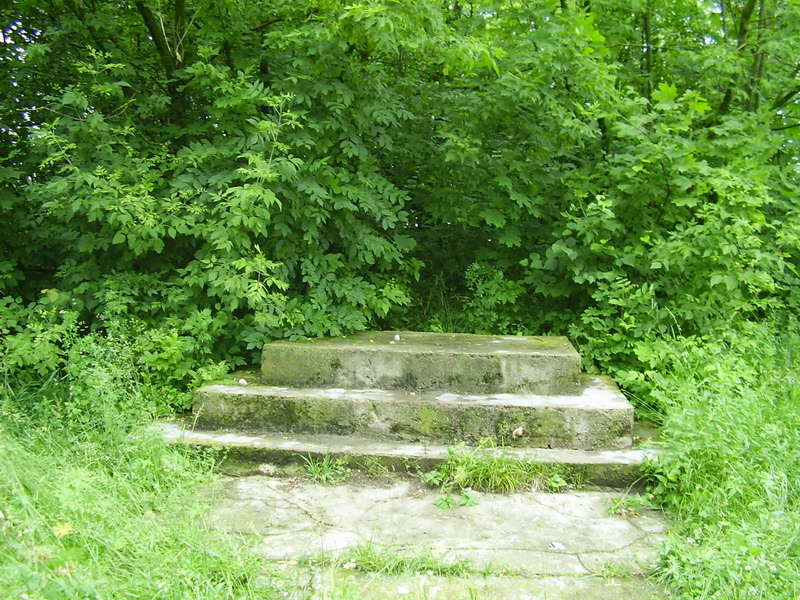
Место бывшего костёла
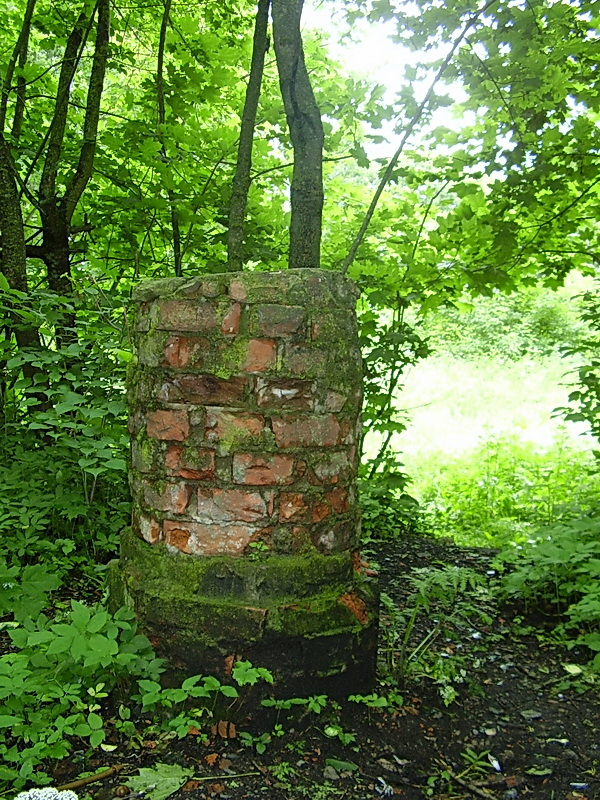
Место бывшего костёла
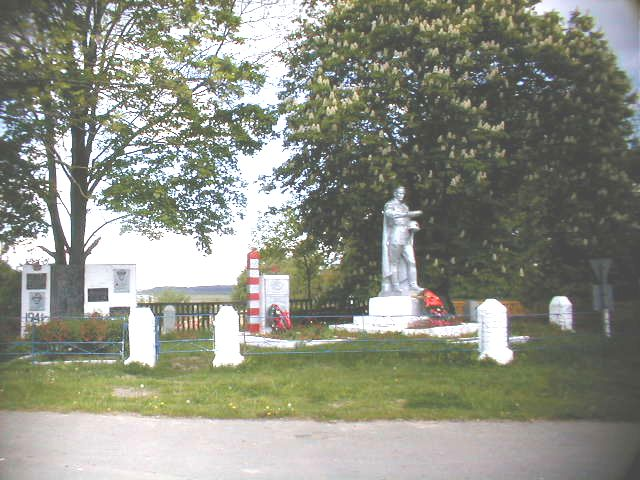
Памятник пограничникам 17-го погранотряда
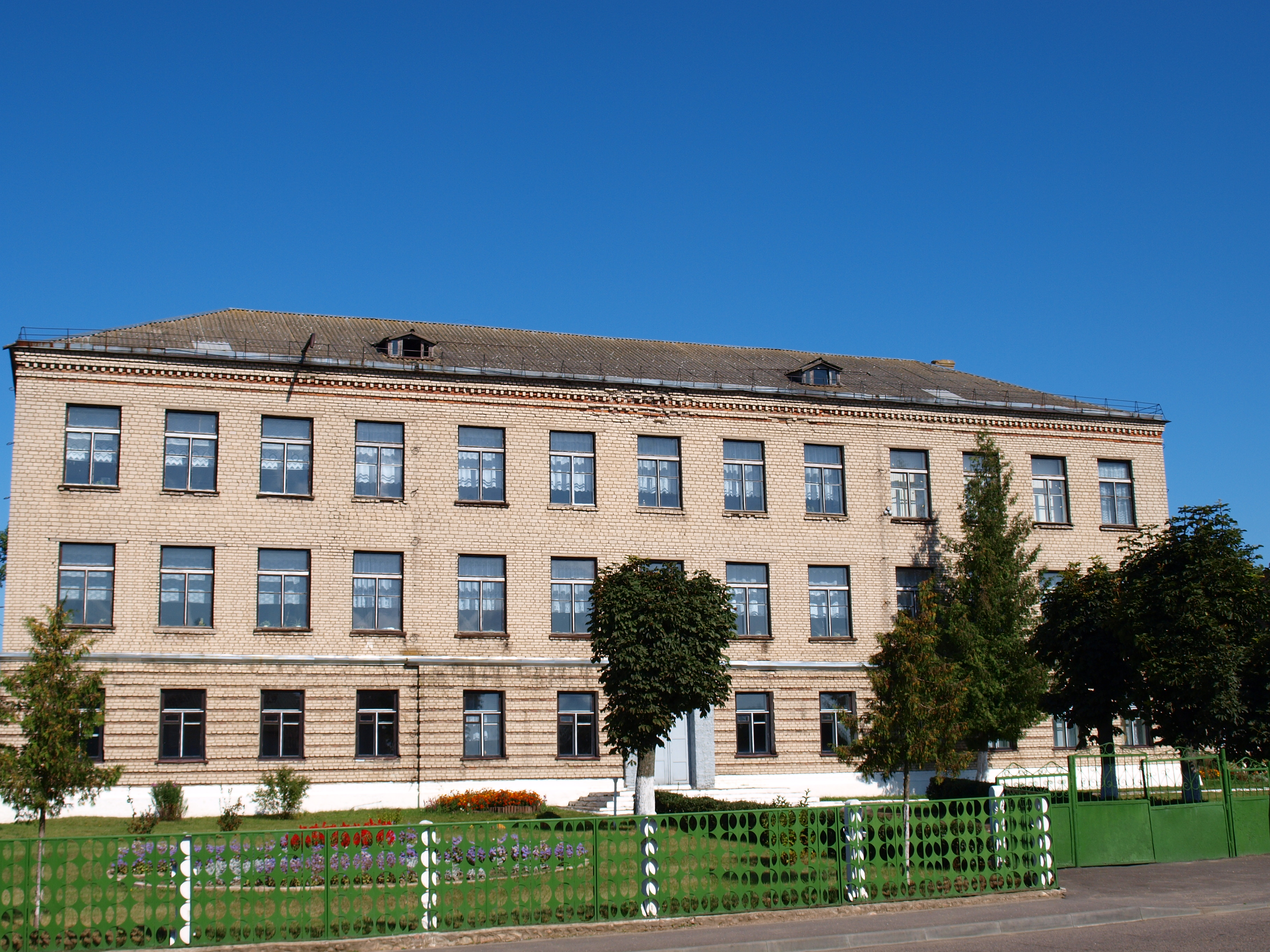
Тимковичская средняя школа. Старое здание, построенное после Великой Отечественной войны
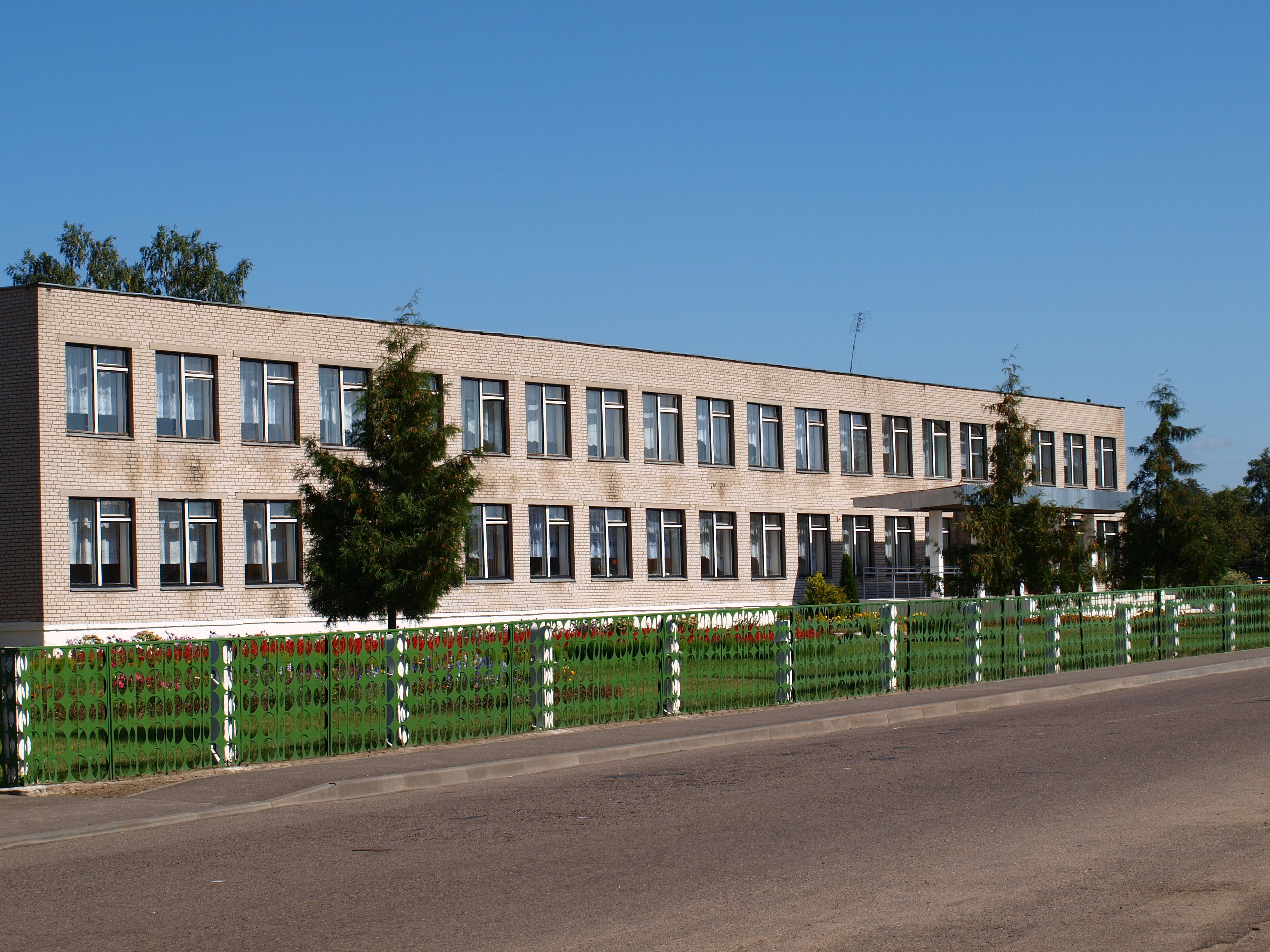
Тимковичская средняя школа. Новое здание, построенное в конце 70-х годов.
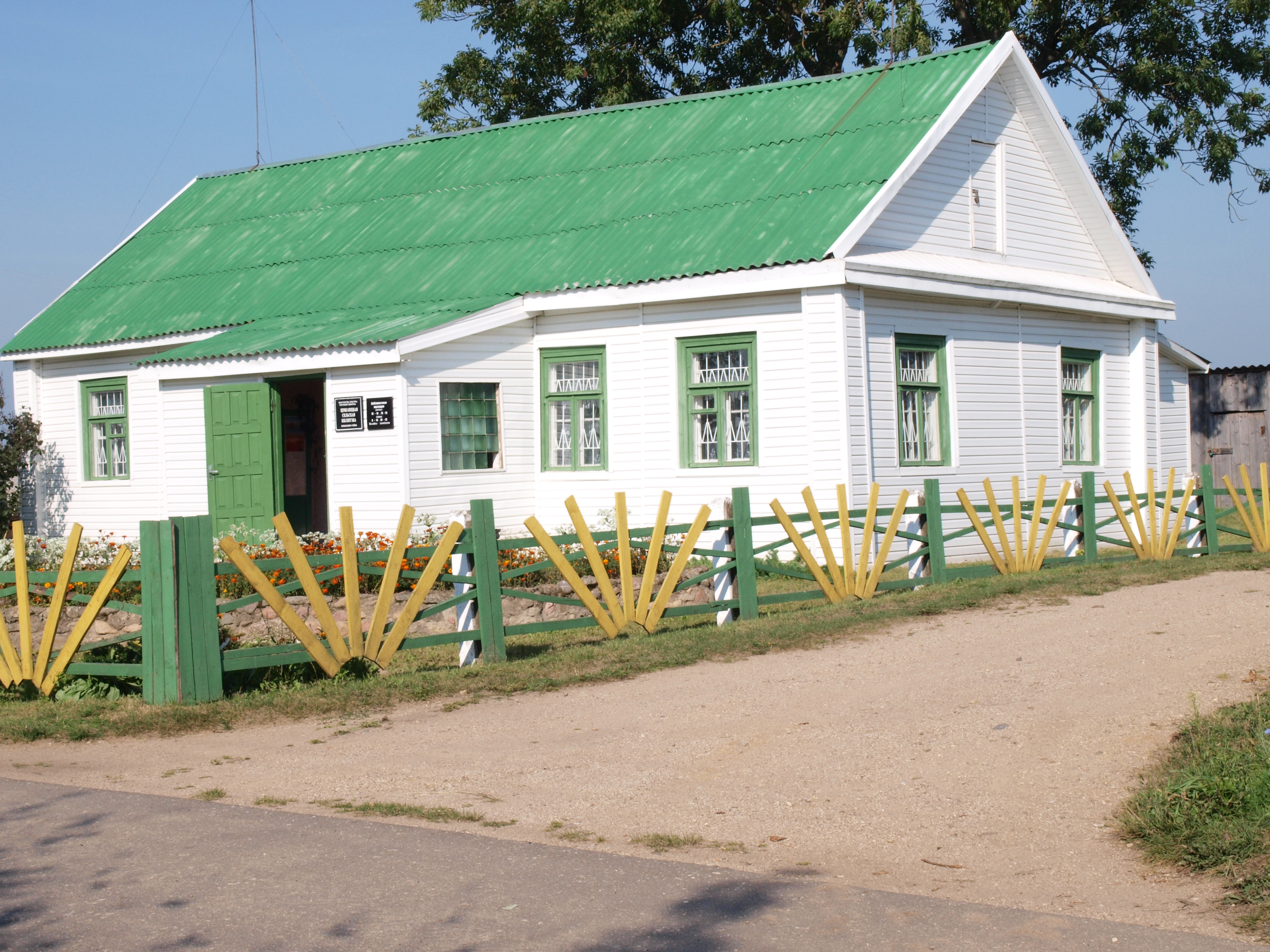
Библиотека
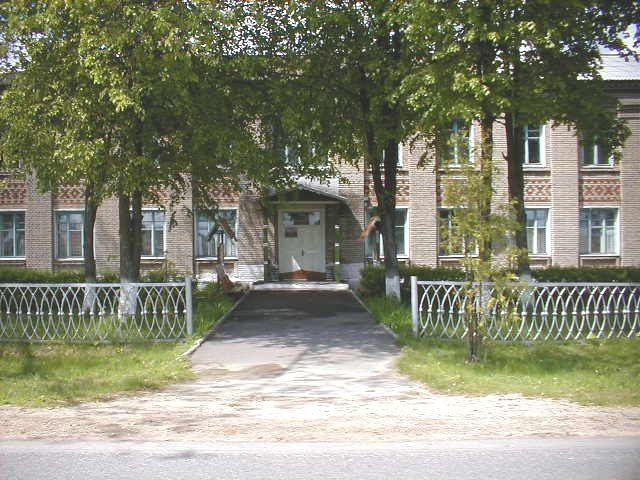
Больница
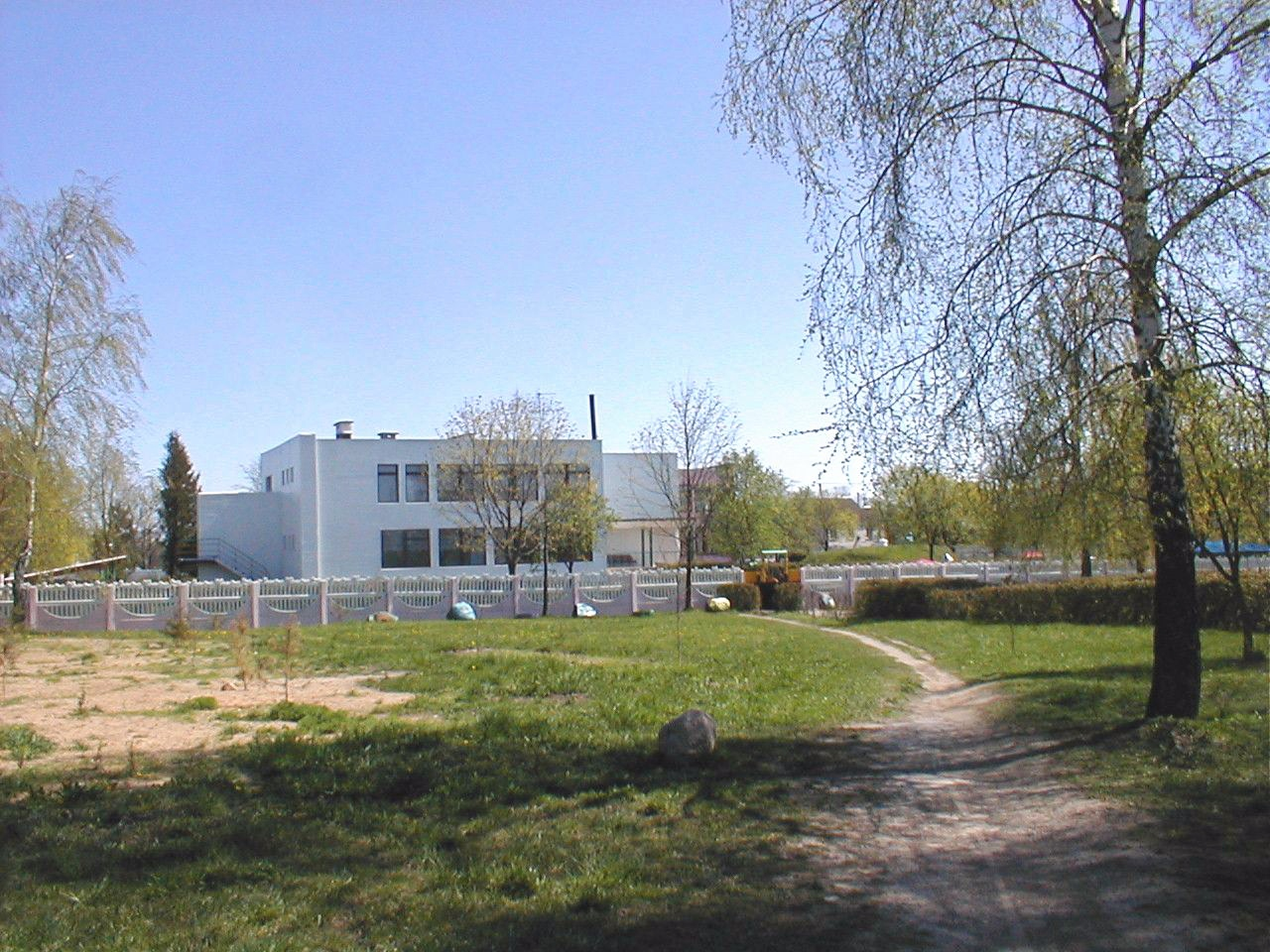
Ясли-сад
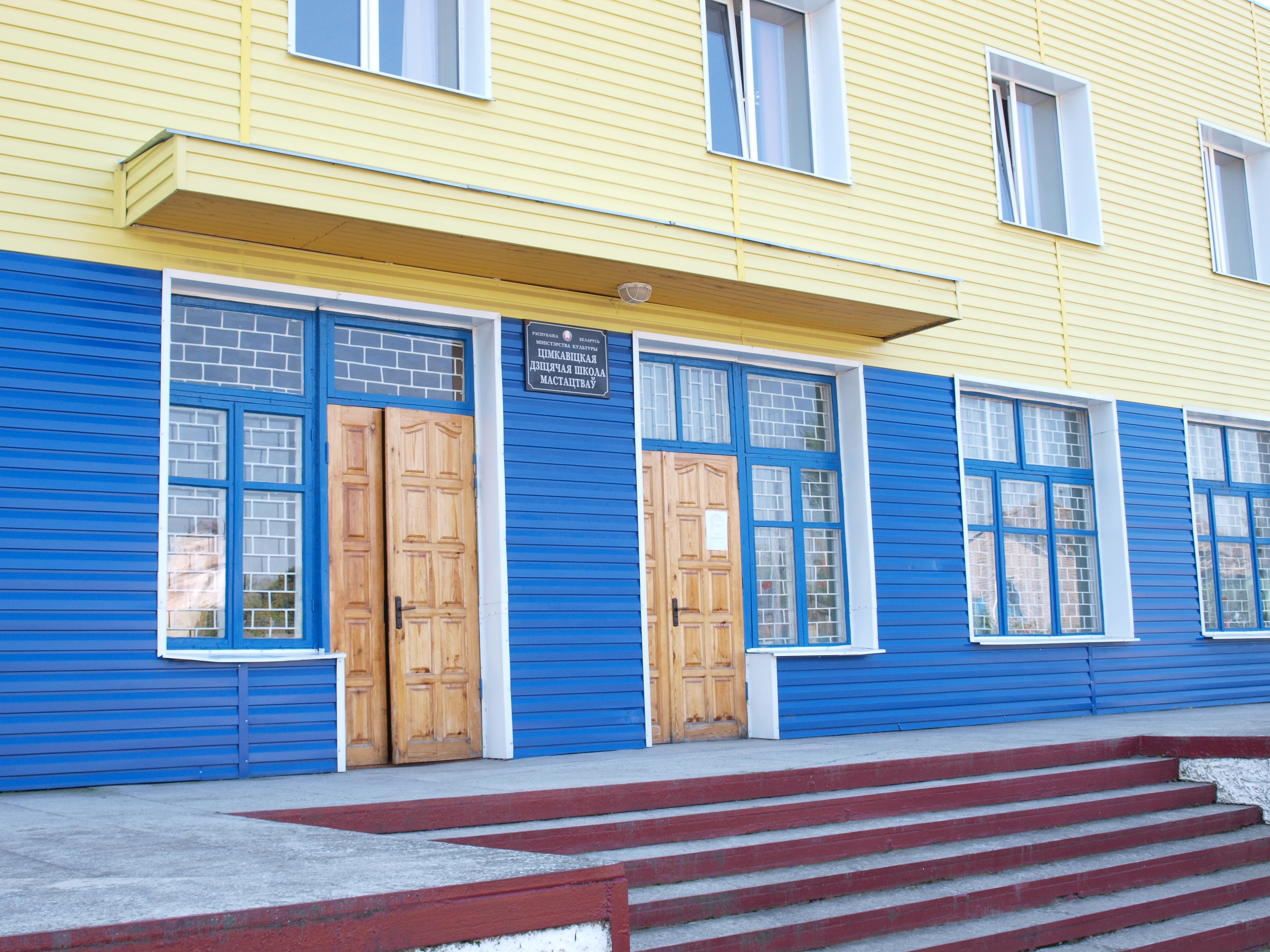
Детская школа искусств
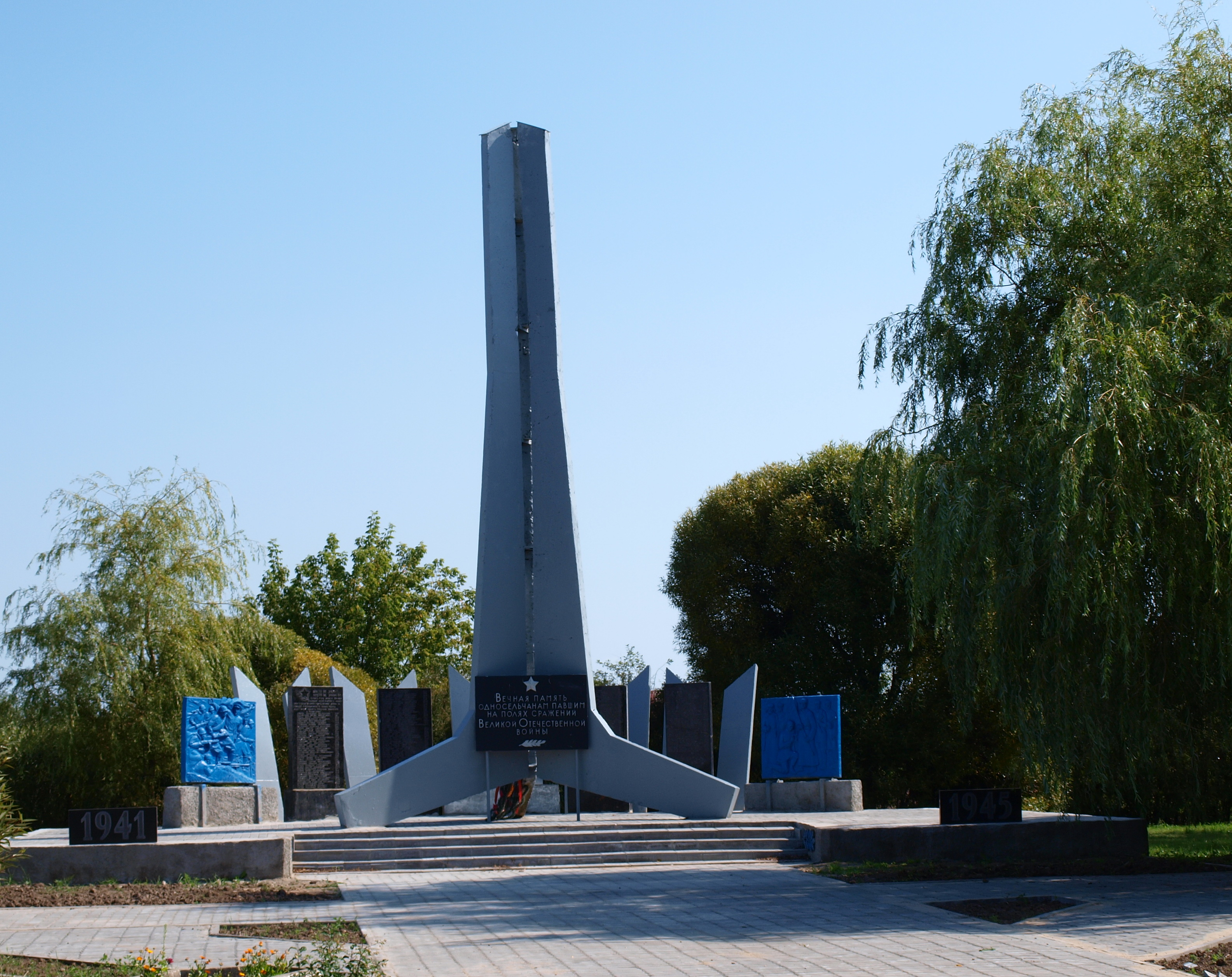
Мемориал в память о погибших во время  Великой Отечественной войны
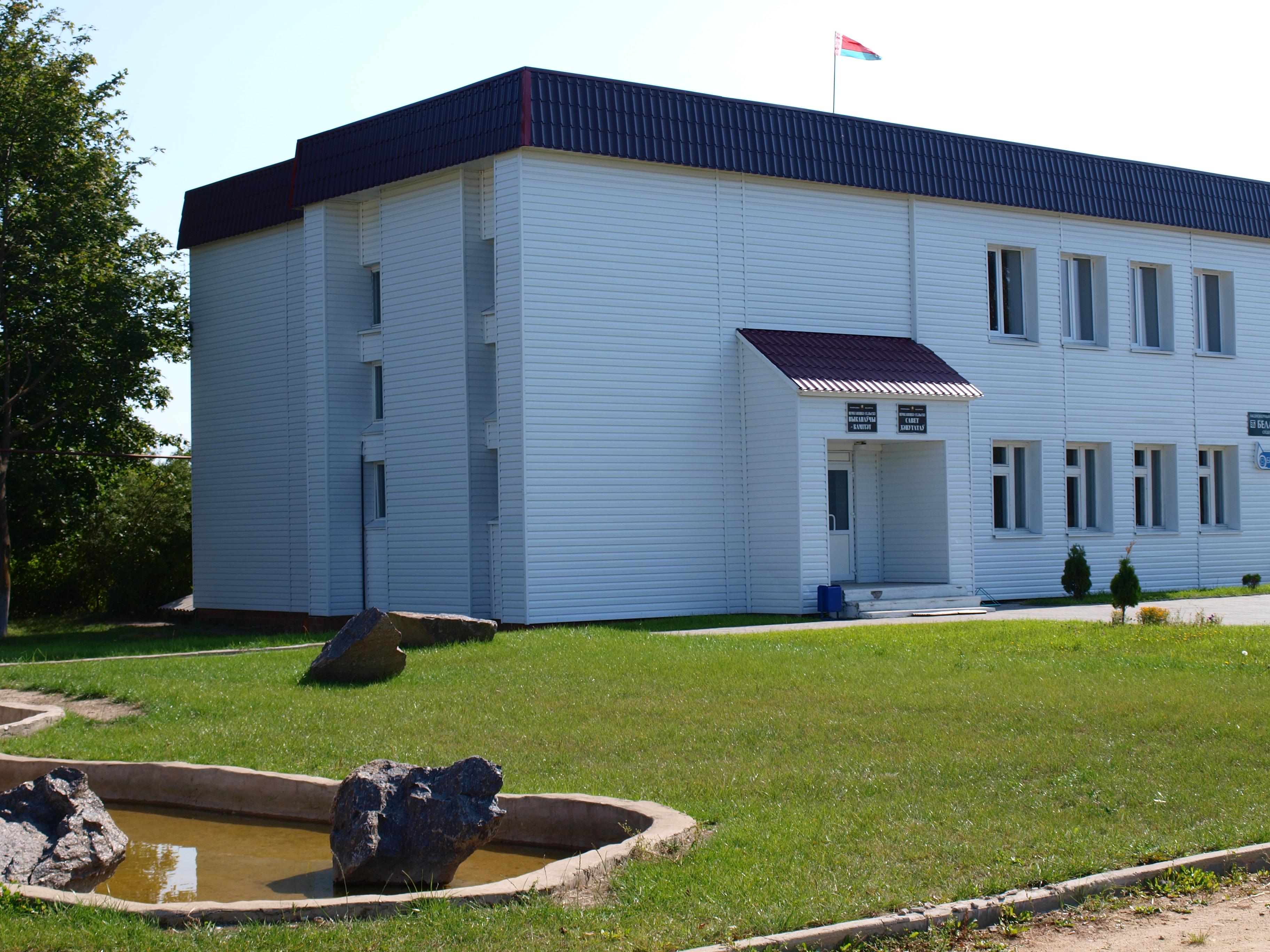
Здание Тимковичского сельисполкома
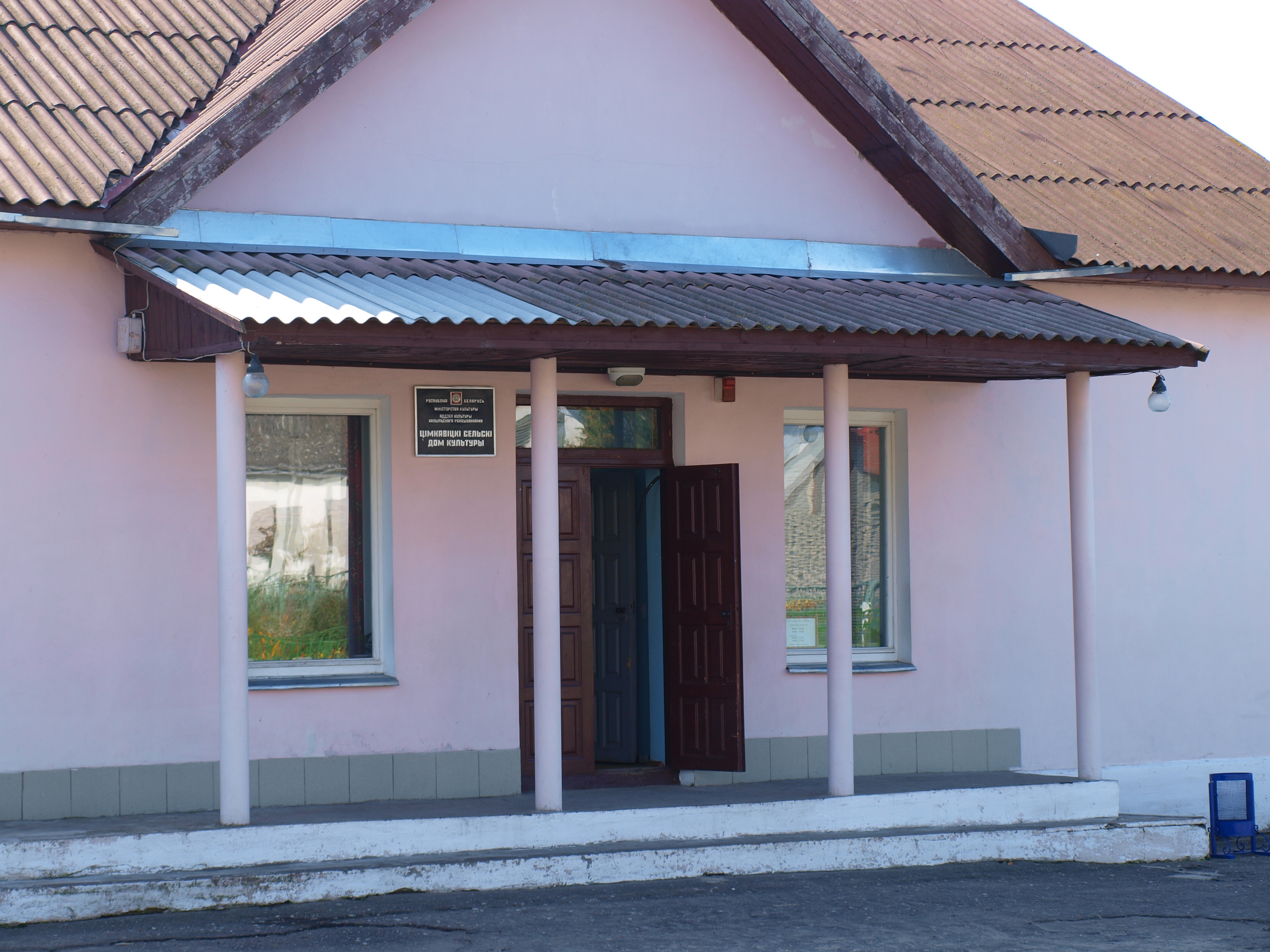
Дом культуры
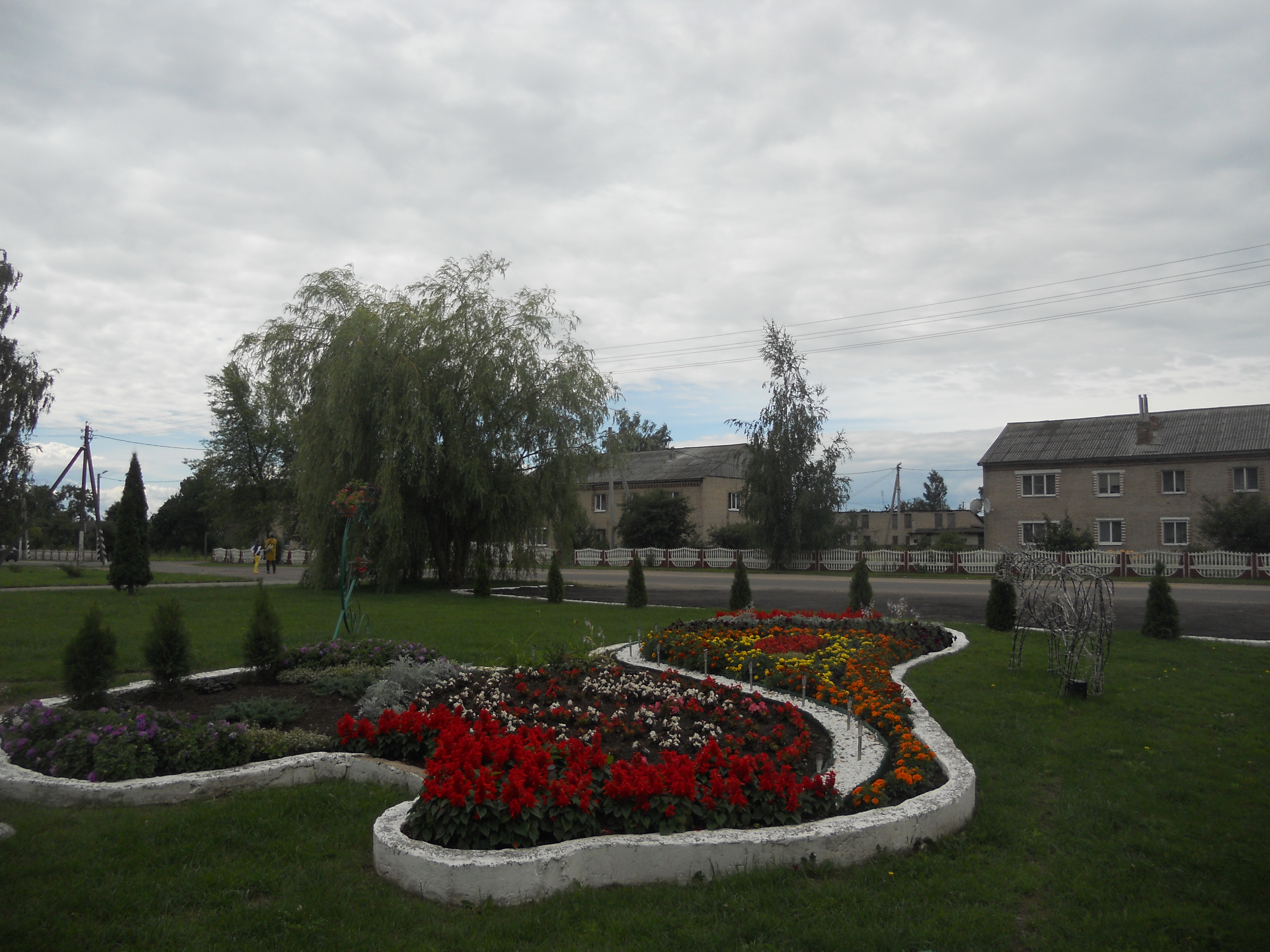
Панорама

## Известные уроженцы
- Серафим Арсеньевич Железнякович — священнослужитель Польской православной церкви, протопресвитер, ректор Варшавской православной духовной семинарии в 1951—1970 годах.
- Владимир Александрович Наржимский — полковник Советской Армии, участник Великой Отечественной войны, Герой Советского Союза (1945).
- Вилор Николаевич Ордин — генеральный директор ЗАО «Тиротекс» с 2005 по 2013 год, Депутат Верховного Совета ПМР III и IV созыва.

В Тимковичах с 1908 года воспитывался выдающийся белорусский прозаик Кузьма Чорный, отец которого после Февральской революции работал в волостным ревкоме и учительствовал в Тимковичской семилетке.
С Тимковичами связаны имена более 20 известных людей . Более полную информацию можно получить в местной библиотеке.